# Villa McPike
Villa McPike, o Mount Lookout, è una villa che si trova a Alton, nella regione Metro-East dell'area metropolitana di Greater St. Louis, nello stato americano dell'Illinois. Costruita nel 1869 da Henry Guest McPike (1825–1910), è situata su Alby Street su un terreno di 15 acri (61 000 m²), uno dei punti più alti di Alton, che passato veniva chiamato Mount Lookout.

## Storia

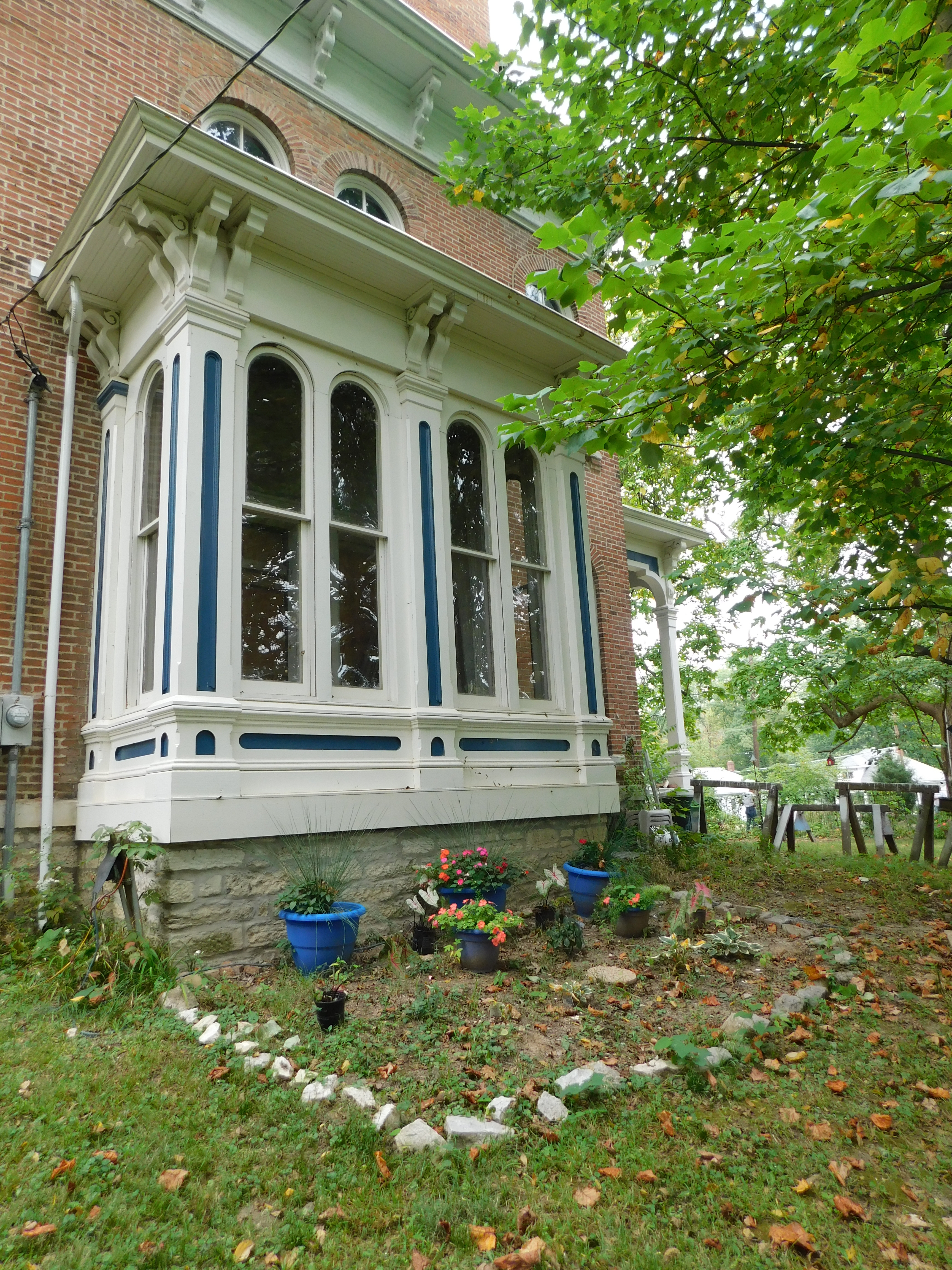
Veranda restaurata nel 2017

La costruzione della villa iniziò nel 1869 ad opera dell'architetto Lucas Pfeiffenberger. In quell'anno, il Rulander di McPike fu considerato uno dei migliori in termini di qualità in una mostra dell'associazione "Coltivatori d'uva della Mississippi Valley". McPike fu sindaco di Alton e un importante imprenditore locale, attivo e ben visto nel settore immobiliare e nella produzione di scatole. Fu anche bibliotecario della Alton-Southern Illinois Horticultural Society alla fine degli anni 1880. Morì nel 1910.
Nel 1925 la villa fu acquistata da un uomo chiamato Paul A. Laichinger, che affittò stanze ad altri e vi abitò fino alla sua morte, avvenuta nel 1945. Successivamente la villa rimase abbandonata per anni e si pensò di demolirla e di convertire il terreno in un centro commerciale, ma il progetto non è stato realizzato per problemi di zonizzazione. Nel frattempo, la casa venne saccheggiata di ciò che era rimasto al suo interno, compresi gli arredi, le ringhiere in legno e perfino i bagni, diventando vittima di vandalismo e negligenza.
La struttura venne inserita nel Registro Nazionale dei Luoghi Storici il 17 giugno 1980, ma rimase abbandonata per molti anni, prima di essere acquistata da Sharyn e George Luedke in un'asta nel 1994. Avevano intenzione di trasformare la villa in un hotel, ma non sono riuscirono ad ottenere i fondi per il restauro da nessuna agenzia federale, statale o locale. Nonostante ciò, i Luedke riuscirono a effettuare un processo di restauro, finanziato da donazioni e visite guidate. Nel 2017, la Commissione storica di Alton conferì loro un premio per il lavoro svolto nella conservazione del portico anteriore e della veranda.

### Infestazione fantasma
Secondo il proprietario, la villa sarebbe infestata dal fantasma di un ex proprietario e di un ex domestico. Spesso fa parte dei numerosi tour su edifici infestati della zona.

## Architettura e terreno

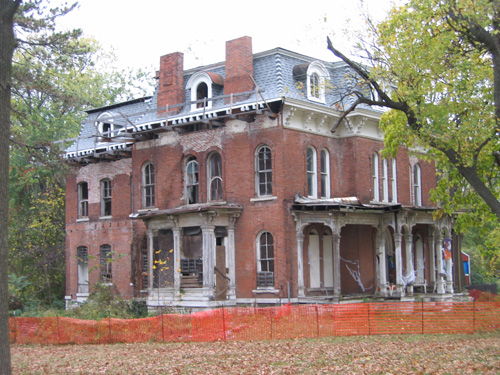
La villa nel 2003

La villa fu completata nel 1871. Si tratta di un edificio di tre piani in mattoni rossi e bianchi, con colonnine bianche che sostengono il portico. Contiene 16 stanze e una cantina a volta.

## Nei media

### Televisione
La villa McPike è stata protagonista di un episodio di Ghost Adventures intitolato "McPike Mansion", trasmesso come speciale nel 2019 su Travel Channel . Un team di investigatori del paranormale ha esplorato la casa e la sua proprietà, che si dice sia infestata dai suoi ex abitanti. La struttura è apparsa anche nella serie Scariest Places on Earth . È stata anche presentata nella stagione 1, episodio 7 di Fact or Faked: Paranormal Files e in un episodio di Ghost Lab .